# Kunstjahr 1921
Liste der Kunstjahre

◄◄ | ◄ | 1917 | 1918 | 1919 | 1920 | Kunstjahr 1921 | 1922 | 1923 | 1924 | 1925

Weitere Ereignisse

## Ereignisse

### Architektur

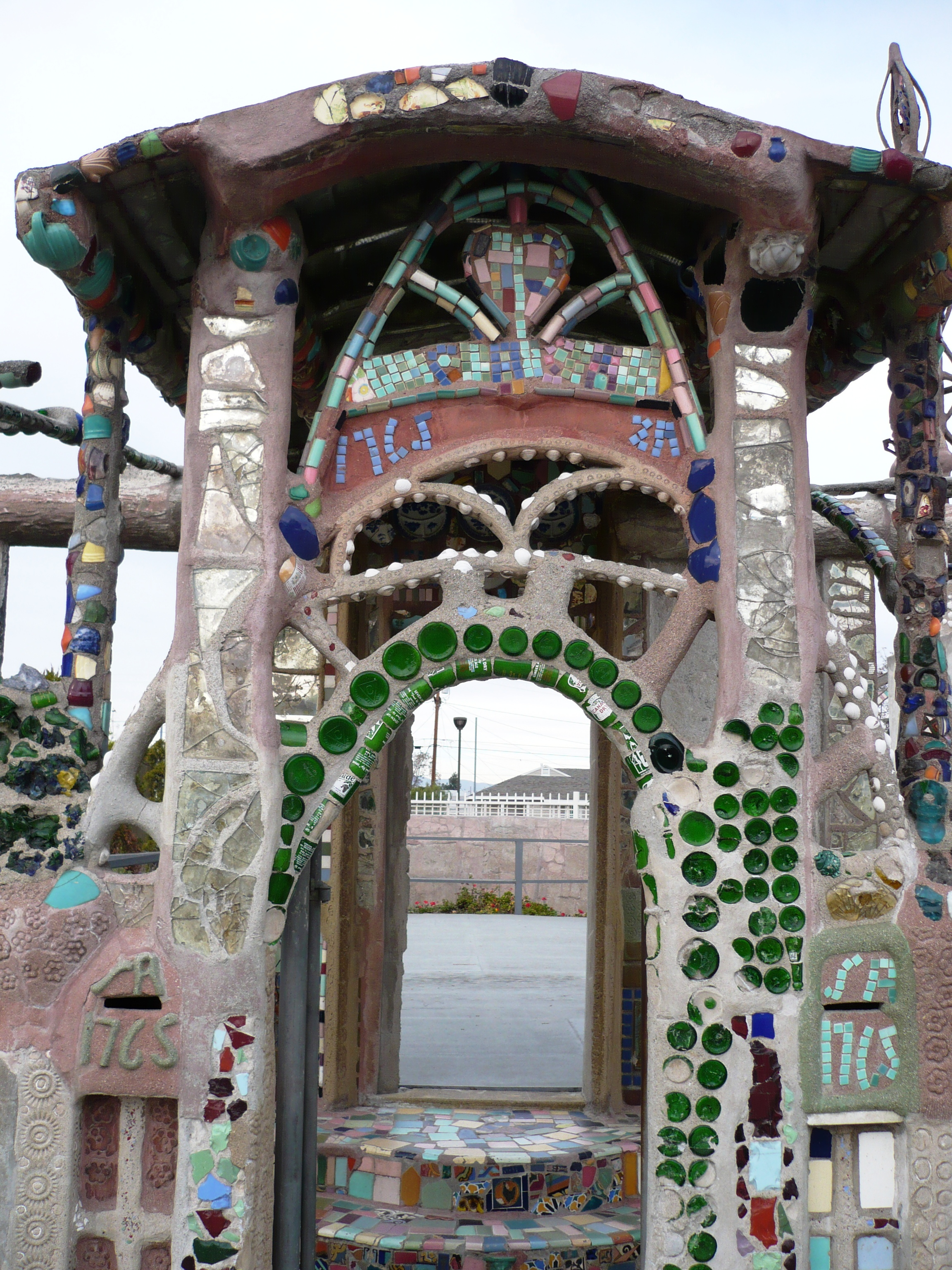
An der Eingangspforte der Watts Towers

Der italienische Einwanderer Simon Rodia beginnt mit der Konstruktion der Watts Towers, ein Beispiel skurriler Architektur in Los Angeles, an dem er 33 Jahre arbeiten wird. 

### Design
- Marcel Breuer und Gunta Stölzl entwerfen in der Möbelwerkstatt am Bauhaus den Afrikanischen Stuhl, ein thronähnliches Sitzmöbel, das als ein Schlüsselwerk des frühen Bauhauses gilt.

### Malerei
- 6. Januar: Das Rembrandt-Gemälde Abziehendes Gewitter in Herbstlandschaft wird in Hamburg aus dem Kontor der Privatbank Heckscher gestohlen. Es hat einen Wert von 2 Millionen Mark.
- Hugh Grosvenor verkauft das Ölgemälde The Blue Boy von Thomas Gainsborough an den Kunsthändler Joseph Duveen, der es sofort an den amerikanischen Eisenbahn-Pionier Henry E. Huntington veräußert. Der Preis von £182.200 ist zu diesem Zeitpunkt der höchste je für ein Bild gezahlte. Gegen den Export gibt es Proteste.
- Pablo Picasso malt in Öl auf Leinwand das Gemälde Drei Frauen am Brunnen im Stil des Neoklassizismus. Im gleichen Jahr entstehen Drei Musikanten, zwei Bilder im Stil des synthetischen Kubismus
- Celebes ist das erste Werk von Max Ernst, das dieser in der Zeit des Übergangs zwischen Dadaismus und Surrealismus malt. Das Werk entsteht in Köln kurz vor dem Umzug des Künstlers nach Paris.
- Arthur Stockdale Cope malt das Gruppenporträt Some Sea Officers of the Great War im Auftrag der National Portrait Gallery.

### Monuments historiques in Frankreich
- Monuments historiques 1921

### Museen und Ausstellungen
Der Kölner Dadaist Max Ernst hat auf Einladung André Bretons im Mai/Juni eine erste Ausstellung in der Pariser Galerie Au Sans Pareil, auf der er jedoch nicht anwesend ist. Der Katalog verzeichnet unter anderem die Collage Der Hut macht den Mann.

## Geboren

### Erstes Halbjahr
- 01. Januar: César Baldaccini, französischer Bildhauer und Plastiker († 1998)

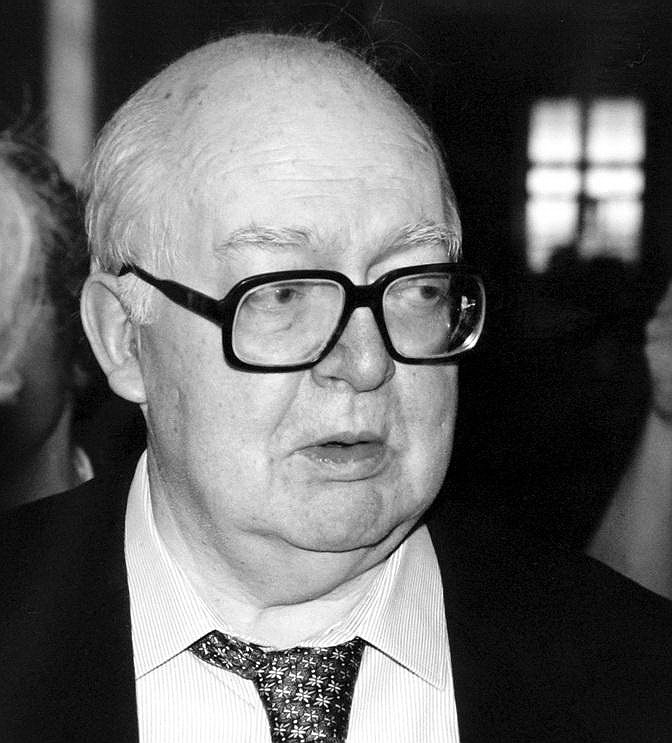
Friedrich Dürrenmatt

- 05. Januar: Friedrich Dürrenmatt, Schweizer Schriftsteller, Dramatiker und Maler († 1990)
- 19. Januar: Katrin Höngesberg, deutsche Zeichnerin, Malerin, Illustratorin und Schriftstellerin († 2009)
- 23. Januar: Silvio Gazzaniga, italienischer Bildhauer († 2016)
- 27. Januar: Georges Mathieu, französischer Maler († 2012)

- 09. Februar: Heinz Schöffler, deutscher Lektor, Schriftsteller, Literatur- und Kunstkritiker († 1973)
- 12. Februar: Günter Aust, deutscher Kunsthistoriker († 2018)
- 28. Februar: Willi Sitte, deutscher bildender Künstler († 2013)

- 02. März: Ernst Haas, österreichisch-US-amerikanischer Fotograf und Autor († 1986)
- 16. März: Anne Truitt, US-amerikanische Bildhauerin des Minimalismus († 2004)
- 18. März: Claire Pratt, kanadische Grafikerin, Lyrikerin und Herausgeberin († 1995)
- 22. März: Johnny Bruck, deutscher Zeichner und Fotolithograf († 1995)

- 04. April: Hans Schilling, deutscher Architekt († 2009)
- 12. April: Frans Krajcberg, brasilianischer Bildhauer und Maler († 2017)
- 12. April: Günter Gerhard Lange, deutscher Typograf und Lehrer († 2008)
- 13. April: Hans Heinrich Thyssen-Bornemisza de Kászon, Schweizer Unternehmer und Kunstsammler († 2002)
- 25. April: Karel Appel, niederländischer Maler und Mitgründer der Malergruppe „Cobra“ († 2006)

- 21. Mai: Jean Dewasne, französischer Maler, Bildhauer und Autor († 1999)
- 23. Mai: Walter Baum, deutscher Typograf, Lehrer und Grafiker († 2007)

- 03. Juni: Eberhard Schlotter, deutscher Maler und Grafiker († 2014)
- 08. Juni: Antanas Mončys, litauischer Bildhauer († 1993)
- 08. Juni: Anneliese Overbeck, deutsche Malerin und Grafikerin († 2004)
- 24. Juni: Hans Geissberger, Schweizer Bildhauer und Maler († 1999)

### Zweites Halbjahr
- 10. Juli: Harvey Ball, US-amerikanischer Grafikdesigner († 2001)
- 12. Juli: Peter Edel, deutscher Grafiker und Schriftsteller († 1983)
- 16. Juli: Ernst Beyeler, Schweizer Künstler († 2010)
- 20. Juli: Mercedes Pardo, venezolanische Malerin († 2005)
- 21. Juli: Werner Schubert-Deister, deutscher Maler und Bildhauer († 1991)
- 26. Juli: Karin Hertz, deutsche Bildhauerin († 2017)
- 29. Juli: Chris Marker, französischer Schriftsteller, Fotograf und Dokumentarfilmer († 2012)
- 31. Juli: Albertas Vesčiūnas, litauischer Maler und Graphiker († 1976)

- 11. August: Carl Möhner, österreichischer Schauspieler und Maler († 2005)
- 16. August: Hans Karl Otto Asplund, schwedischer Architekt († 1994)
- 16. August: Christa Cremer, deutsche Malerin und Grafikerin († 2010)
- 17. August: Walter Koschatzky, österreichischer Kunsthistoriker († 2003)
- 20. August: Jürgen Kieser, deutscher Comic-Zeichner, Werbegrafiker und Karikaturist († 2019)

- 02. September: Ernst Balluf, österreichischer Maler und Grafiker († 2008)
- 03. September: Ruth Orkin, US-amerikanische Photographin und Filmemacherin († 1985)
- 25. September: Jacques Martin, französischer Comiczeichner († 2010)

- 05. Oktober: Asta Vorsteher, deutsche Weberin und Malerin († 2006)
- 00. Oktober: Hans Wrage, deutscher Maler († 2012)

- 17. November: Albert Bertelsen, dänischer Maler († 2019)
- 26. November: Françoise Gilot, französische Malerin († 2023)

- 04. Dezember: Carlos Franqui, kubanischer Poet, Schriftsteller, Journalist und Kunstkritiker († 2010)
- 20. Dezember: Willi Walter Horst Ankermann, deutscher Pharmakologe und Bildhauer († 2005)
- 23. Dezember: Ludwig Deiters, deutscher Architekt und Generalkonservator in der DDR († 2018)

## Gestorben

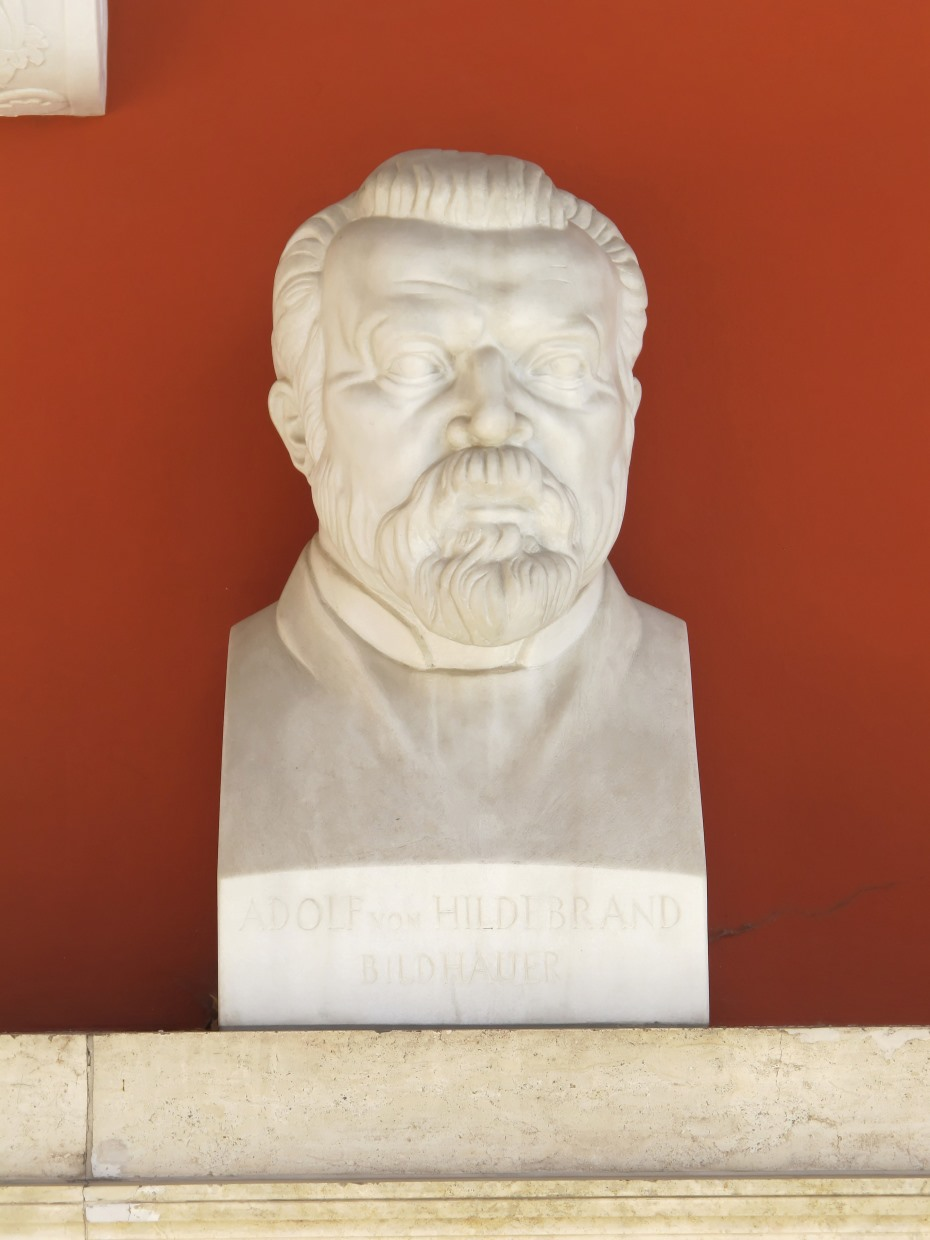
Adolf von Hildebrand, Büste in der Münchner Ruhmeshalle, von Bildhauerin Ulla Scholl

- 18. Januar: Adolf von Hildebrand, deutscher Bildhauer (* 1847)
- 15. März: Caroline Weldon, schweizerisch-amerikanische Künstlerin, Bürgerrechtlerin und Vertraute von Sitting Bull (* 1844)
- 27. März: Karl Ernst Osthaus, deutscher Kunstmäzen (* 1874)
- 25. April: Max Jacob, deutscher Architekt (* 1849)
- 1. Juni: Robert Rowand Anderson, schottischer Architekt (* 1834)
- 2. August: Jean Agélou, französischer Fotograf (* 1878)
- 13. Oktober: Peter Dybwad, deutscher Architekt norwegischer Herkunft (* 1859)
- 25. Oktober: Fritz Arnold, deutscher Maler (* 1883)
- 25. Oktober: Niels Pedersen Mols, dänischer Tier- und Landschaftsmaler (* 1859)
- 12. November: Fernand Khnopff, belgischer Maler und Graphiker (* 1858)
- 16. Dezember: Adriaan Joseph Heymans, belgischer impressionistischer Landschaftsmaler (* 1839)
- 23. Dezember: Friedrich von Thiersch, deutscher Architekt (* 1852)